# ربيعة المقاطرة
ربيعة المقاطرة: إحدى قبائل محافظة بارق، جنوب المملكة العربية السعودية. تمتد بلادهم ما بين يبة وحلي، وهي رقعة تمتد لنحو 40 كيلاً من الشمال إلى الجنوب. لهم نحو 70 قرية، ويبلغ عددهم نحو 10 الآف نسمة تقريباً. ومن أعلامهم: التابعي والفارس أبو الجوزاء الربعي.
تقع منازل هذه القبيلة على ضفاف أودية: بارق، سهول، سران، الملصة، قحف، صيفر، ورشاة من روافد حوض يبة، وعلى ضفاف أودية: شيع، القضية، الحويض، المعطن من روافد حوض حلي، ويحدّها من الشمال ثربان وحرب، ومن الشرق بارق، وربيعة الطحاحين جنوباً، ومن الغرب بلعير.
جاء عنها في دليل العرب لدائرة استخبارات وزارة البحرية البريطانية (1916م): «ربيعة المقاطرة هي قبيلة من الرحل على الفطرة، وعددها نحو 5,000 رجل. يمر طريق بارق - القنفذة في وسط بلادهم لمسافة تقارب العشرين ميلاً بين قرى غار الهندي وجمعة ربيعة. يحدها من الشمال بنو شهر، ومن الشرق حميضة، ومن الجنوب ربيعة الطحاحين، ومن الغرب بلعير. ويقال أن وجوههم أكثر بياضاً من أغلب العرب وعيونهم زرقاء، ويسدلون شعورهم على أكتافهم، وهم جهلاء الدين، ومع خلاف مع العالم ما عدا ربيعة الطحاحين الذين يماثلونهم الطباع. ويتمكن الإدريسي في بعض الأحيان من جباية الضرائب منهم، بيد أن نفوذه بالاسم فقط، ويعد المرور ببلادهم أمراً محفوفاً بالمخاطر بالنسبة للترك والمسافرين العاديين. لديهم أعداد كبيرة من الإبل والماشية. وهناك فرع من عشيرة آل خليف من آل دريب يعيش في الركن الشمال الشرقي من هذه القبيلة بموافقة من ربيعة المقاطرة. » 
قال السير كيناهان كورنواليس (1916م): «ربيعة المقاطرة: قبيلة على الفطرة ومعروفة قليلاً كبدو يسكنون سلسلة جبال شرق القنفذة. هذا ويمر الطريق الرئيسي بارق - القنفذة بوسط بلادهم بطول عشرين ميلاً، والقوافل تتعرض للغارات بإستمرار من لصوصهم، وقد لقي الأتراك منهم الكثير من المتاعب ولم ينجحوا في إخضاعم لسلطة القانون والنظام» وقال هاري و.هازارد (1956م): «ربيعة المقاطرة: قبيلة يبلغ تعدادها نحو 25 ألف نسمة، وتقع في جنوب شرق القنفذة».

## النسب
اختلف المعاصرون في نسب ربيعة المقاطرة، فنسبها محمود شاكر وغيره إلى الأزد، وزعم هاشم النعمي أنهم من حرب، ويقترن اسم ربيعة المقاطرة باسم قبيلة أخرى هي ربيعة الطحاحين. أما في الوثائق التاريخية، فعدت قبائل ربيعة ضمن قبائل بارق. وكانت ربيعة ضمن قبائل بارق في قتال الشريف الحسين بن علي سنة 1329 هـ في الحجايا من ربيعة وسهول من حميضة، وفي قتالهم يقول عبد الله بن بكر كمال:
ولم يرد لهاتين القبيلتين ذكر صريح في كتب التراث القديمة، وقد ذكر الهمداني (334 هـ) بلادهم ضمن بلاد بارق الأزدية، وقال:«مساقط بلاد بارق من غور السراة وهي: بقرة، الملصة، سُران، ذات أعشار، وثربان جبل لهم من ناحية ذات أعشار وأعلى وادي قنونا». وذكر أبو علي الهجري بلادهم باسم الحضنة وقال:« بنو رسل حي من الأزد ثم من بارق، بصدر الحضنة من تهامة». وحدد أبو علي الهجري أرضهم (الحضنة) في شرقي خبت يرفى بن الهنو، وفي غرب أخوتهم بطون بارق في سهل وجر الطود، وفي سياق تحديد بلاد يرفا بن الهنو، قال: « يرفا، وهو ابن الهنو بن الأسد، قبيل من الأسد مخبتون، معناه: منزلهم الخبت، والخبت أقرب أرض التهمة إلى البحر، ثم الحضنة، وهي جر الطود، ثم الطود.». ولا زالت ربيعة تسكن تلك المنطقة المسماة (الحضنة) والممتدة من حدود مركز سيالة والسليم إلى جمعة ربيعة.
والمقاطرة موضع مشهور بوادي يبة من شرق جبل ثربان نسبوا إليه. وفي بلادهم نقوش سبئية كثير في أودية سمير وسران من روافد يبة. وتتألف ربيعة المقاطرة من تسعة عمائر - قبائل صغيرة - وهذه العمائر مستقلة عن بعضها البعض حيث لكل عمارة شيخ ووجهاء، ولكل شيخ حرية التصرف بجماعته، لكنهم في حالة اعتداء على أي منهم يقفون كلهم وقفة واحدة ضد المعتدي، وهي كالآتي:
| آل جبران |

| آل خضير |

| آل مناع |

| آل صقر |

| آل مشنية |

| الصعاودة |

| الدهاشرة وآل موسى |

| آل أحمد |

| آل حسان |

وكانت ربيعة المقاطرة في تقسيمها القديم تتألف من ثلاثة قبائل، على ثلاث مشايخ شمل، وتحت كل شيخ عدة نواب، وهم كالآتي: أولاً: آل موسى بن حسن، وبطونهم: (آل صقر، آل جبران، آل مناع، آل خضير)، وكبير مشايخهم - سابقًا - محمد بن علي الربعي. ثانيًا: آل سليمان ويشتهرون بآل مشنية، وبطونهم: (الدهاشرة، آل أحمد، آل محمد، الصعاودة، آل موسى)، وكبير مشايخهم - سابقًا - محمد بن جابر الربعي. ثالثًا: آل حسان، وشيخهم علي الربعي. وهذا التقسيم القبلي استمر إلى سنة 1370 هـ تقريبًا.

## بلاد المقاطرة

### القرى
تبلغ مساحة أرضهم نحو 1600 كم²، يقع نحو ثلاثة أرباعها في جبال تهامة الخصبة الممطرة، يتوزعون على 70 قرية جميعها صغيرة الحجم، وبالرغم من مساحة بلادهم الواسعة والوديان الهامة التي تتوسط أرضهم لم يتجاوز عدد سكانها 7 آلاف نسمة، أي بمعدل 100 فردا للقرية الواحدة، وهم ينتمون إلى ربيعة الأزديون.
أهم هذه القرى جمعة ربيعة، وتعود أهمية الجمعة بالإضافة إلى كونها حاضرة القبيلة، وسوق سكان المنطقة الأسبوعي؛ فهي مركز إداري تتبع محافظة بارق والتي يرتبط بها سكان منطقة واسعة تصل إلى القوز غرباً وإلى سيالة جنوباً وبارق شرقاً وإلى خميس حرب شمالاً في الشؤون الإدارية والخدمية، وكانت عقدة مواصلات برية جيدة في زمن طريق القوافل حيث كان لها أهمية كبيرة، لا سيما الطريق الداخلي الموصل بين ميناء القنفذة وبارق. وقد مر من ظهرها الطريق المزفلت، ويمكن الوصول منها إلى المناطق الجبلية عن طريق طرق حديثة. وقرى بلاد ربيعة هي كالأتي:
| 1- سيال | 2- الفصيلة |

| 1- حَقْو الرَّدْفان | 2- الحُوَيْض | 3- الرَيْدَة | 4- الصَّلَّة | 5- قَرْنُ الصَحْفة |

| 1-البازخ | 2- شعب سرة | 3 - خلوفة | 4 -الفرزا |

| الحويض | السلم | القشيشي | الحفائل | القضية | الشليلة | الظليف | القلت | الراحة | الغمر | مقرن | الدويلي |

| 1- الضبر | 2- الضبير | 3- المتعة |

| المهيد | الوضحين | الفايج | كاربة | المقعى | شعب حمارة | النطاطية |

| 1- الضباع | 2- المرخة |

| 1- الزبارة | 2- الملواه |

| 1- الباطن | 2- الخلصة | 3- ساحل |

### الأودية
| الوادي            | الوصف | الإحداثيات        |  |
| ----------------- | --- | ----------------- |  |
| وادي حلي          | - بفتح الحاء المهملة وكسر اللام فياء مثناة تحتية مشددة ، وهي لغة مرتفع صخري ذو لون أسود، أصله بركاني -: وادٍ من الأودية الشهيرة في جنوب المملكة السعودية، من أوسعها حوضاً وأطولها مجرى وأكثرها روافد وأطيبها مرعى. يبلغ طوله 170 كيلاً، ويقع بين وادي يبة جنوباً وعتود شمالاً. ينحدر من غربي جبل السودة، ويتكون من روافد متعددة في بدايته من أعاليه وتدفع فيه روافد كثيرة أثناء سيره، يتجه في مجراه صوب الغرب الشمالي تاركاً محايل شرقاً منه، يلتقي فيه وادي تيه في غربي جبل ميران، ثم يدخل منخفض بارق الذي يبلغ سمك الرسوبيات فيه 6م، وفي غربي بارق يدفع فيه وادي بقرة وهو من الروافد الكبرى لوادي حلي، بل هو أكبر روافده، ثم يواصل مجراه غرباً إلى أن يصب في البحر الأحمر بقرب قرية مخشوش. | 18°47'52 41°38'37 |  |
| وادي يَبَةَ          | - بفتح المثناة التحتية والباء ثم هاء -: وادٍ عظيم من أودية الحجاز الغورية كثير العيون، القرى، والسكان. يقع بين وادي قنونا جنوباً وحلي شمالاً، ويبلغ طوله 150 كيلاً. ينحدر من غرب باشوت، ثم يندفع جنوباً عبر بلاد شمران، ويسمى أعلاه جفن بين باشوت إلى ثلوث عمارة، يلتقي بوادي الجوف عند ثلوث عمارة ثم يميل إلى الغرب بتعرج جعل مياهه تهبط إلى جوف الأرض فنبعت منها العيون الكثيرة، وهناك يتغير اسمه إلى يبة. يتجه جنوباً وتمده روافد كثيرة على طول مجراه ويلتقي بوادي خاط في بارق وهو أكبر روافده، يواصل مجراه جنوباً ثم ينعرج غرباً تاركاً جبل البكرتين يميناً منه، يستمر في اتجاهه وتدفع فيه أودية متعددة منها: سران، عشار ، صيفر، ورشاة إلى أن يفيض في البحر الأحمر بقرب مدينة القوز.       | 19°3'29 41°30'47  |  |
| وادي غُلَيْفَة السر   | - بقتح الغين المعجمة فلام مفتوحة فياء مثناة تحتية ساكنة ففاء مفتوحة فهاء، تصغير غلفة وهو النبات معروف - : أحد الفرعين الرئيسيين في أعلا وادي سران، وهو محاط بجبال عالية، ينحدر هذا الوادي من شمالي جبل غليفة، ثم يتجه شمالاً، ويلتقي بشعب خفة في وادي سران. وله شهرة في الأشعار الشعبية لجودة مراعيها. | 18°54'45 41°43'17 |  |
| وادي غُلَيْفَة العُرُوج | - بفتح الغين المعجمة فلام مفتوحة فياء مثناة تحتية ساكنة ففاء مفتوحة فهاء، تصغير غلفة وهو النبات معروف - مضافاً إلى العروج بفتح العين وضم الراء بعدها واو ساكنة فجيم ، جمع عرج وهو عندهم شجر السدر- : وادي صغير، ينحدر من جنوبي جبل غليفة، وهو من روافد وادي سران. | 18°52'40 41°44'28 |  |
| وادي سهول         | - بفتح الشين المعجمة وراء ساكنة ثم مثناة تحتية ، ومن معانيها الأرض المستوية المغطاه برمال خفيفة -: وادي صغير، ينحدر من جبل الحصير، ثم ينحدر غرباً حتى يدفع مياهه في وادي يبة. وفيه من القرى الآتي: الميراد، الضبر، والضبير. | 18°57'53 41°45'15 |  |
| وادي هَيَام         | - بالفتح الهاء والميم بعدها ألف فميم - والهيام من الأرض ما كان ترابا دقاقا يابسًا لا تستطيع أَن تُمسك به لدقّة ذَرّاته -: يأخذ أعلى مساقط مياهه من شمالي جبل غراب، ثم ينحدر شمالاً بين الخبت شرقاً وسلسلة جبال سهول غرباً حيث ترفده شعب عظيمة، ثم يندفع غرباً تاركاً قرية المروات يساراً منه ثم يفيض في يبة. في أسفله غابة من أشجار الأثل، وهو الحد الفاصل بين ربيعة والطلاليع من ثربان. | 18°59'53 41°47'31 |  |
| وادي شيع          | بفتح الشين وسكون المثناة التحتية ثم عين مهملة، والشيع نبات معروف عندهم: وادٍ فحل، ومن أطيب البلاد مرعى وأزهرها نبتاً في أيام الربيع المخصبة. يأخذ أعلى مساقط مياهه من غربي جبل جوين وحولها، ثم يتجه غرباً ويلاقيه مياه الفائج وسيالة والحمارة، ويظل متجهاً غرباً إلى أن يصل مدينة كياد فينعرج جنوباً حتى يفيض في وادي حلي. يبلغ طوله نحو 35 كيلاً، وفي هذا الوادي آبار كثيرة متعددة من أشهرها: النطاطية، مرسال، مقرة، صعوة، وزلبان كان يردها أهل البادية في القديم، ويقطن عليها البدو أي: يقيمون عليها في فصل القيظ ويفضلونها على غيرها في تلك المنطقة، وطالما حدثت على سكناها نزاعات ومخاصمات بينهم.                                                                                       | 18°52'59 41°33'21 |  |
| وادي القَضِيَّة       | - بفتح القاف وكسر الضاد المعجمة بعدها مثناة تحتية فميم ساكنة فهاء ، مصغر القضة على اسم النبت المعروف- : وادٍ صغير، وهو من روافد وادي حلي. وفيه من القرى: القلت، الظليف، الشليلة، القضية. | 18°49'46 41°39'37 |  |
| وادي الحُوَيْض       | - بضم الحاء المهملة، تصغير حوض وهو المكان الذي تتجمع فيه المياه. -: وادٍ من روافد حلي، ينحدر من غربي جبل العصماء، وله رافد هو المعطن، يلتقي بوادي قضية في حلي. وفي الوادي قرية باسمه. | 18°48'38 41°41'0  |  |
| وادي الفَائجَ       | - بالفتح، وهو المنبسط من الأَرض بين مرتفعين -: وادٍ صغير يقع غرب قرية سيالة بمسافة قصيرة، ينحدر من شرقي جبل عمرو، ويتجهة جنوباً حتى يصب في وادي شيع، وفيه قرية باسمه. | 18°59'36 41°54'15 |  |
| وادي صَيْفر         | - بفتح الصاد فياء ساكنة ففاء مكسورة فراء أخيرة، والصيفر عندهم غُبْرة تخالطها صفرة -: يتكون من التقاء شعاب الحلف والدويمة، فينحدر شمالاً حتى يصب في يبة. وعرف باسم (صيفر) لأن لون مائها بسبب طول مكثه كان أصفر اللون . | 19°0'55 41°34'44  |  |
| وادي سَمِيْر         | - بفتح السين المهملة وكسر الميم وإسكان الياء المثناة التحتية وآخرها راء، بلفظ تصغير -: وادٍ من روافد رشاة، وسمي سمير لأن كل ما حوله من جبال وآكام سود. وبهذا الوادي كتابات سبئية أثرية، أغلبها كتبت بخط المسند، وبعضها كتب بالعربية الغير منقوطة والمسندية معاً، وهذي يشير إلى تطور الكتابة العربية في بيئة ابجدية المسند العربية. كما وجد آثار خزانات للماء، وبعض كسر فخار وزجاج، وآثار أبنية. |                   |  |
| وادي المعطن       | - بفتح الميم وإسكان العين المهملة وفتح الطاء المهملة وآخره نون ، على اسم النبت المعروف- : وادٍ من روافد وادي الحويض، ينحدر من الجنوب الغربي لجبل مرس ، ويتجهه جنوباً حتى يصب في وادي الحويض ثم وادي حلي. وفيه من القرى: الحفائل، القشيشي، والسلم. | 18°49'9 41°40'35  |  |

## قبائل أُخرى بنفس الاسم
من الجدير بالذكر أنهُ يوجد قبائل وفخوذ معاصرة أخرى كثير تسمى بربيعة، ولا يربط بينهم سوا تشابه الاسم. ومن أشهرها الآتي:
- ربيعة من شمر من طيء.
- ربيعة من بنو سليم.
- ربيعة من الحويطات.
- ربيعة من عسير.